# آنکر کیهله
آنکر کیهله (نروژی: Anker Kihle; ۱۹ آوریل ۱۹۱۷ – ۱ فوریهٔ ۲۰۰۰) بازیکن فوتبال اهل نروژ بود.
وی همچنین در تیم ملی فوتبال نروژ بازی کرده‌است.